# Comitetul Olimpic și Sportiv Român
Das Comitetul Olimpic și Sportiv Român (kurz: COSR) ist das nationale Olympische Komitee in Rumänien.

## Geschichte
Es wurde 1914 unter dem Namen „Comitetul Olimpic Român“ gegründet. 1924 nahm Rumänien in Paris zum ersten Mal an den Olympischen Spielen teil. Seitdem hat Rumänien an allen Spielen teilgenommen, mit Ausnahme der Sommerspiele von 1932 und 1948 und der Winterspiele von 1960. Auch an den Sommerspielen 1984 in Los Angeles nahm Rumänien trotz des Boykotts der meisten kommunistischen Staaten Osteuropas und der Sowjetunion teil. 2004 erfolgte die Namensänderung in „Comitetul Olimpic și Sportiv Român“.

## Vorsitzende
Die bisherigen Vorsitzenden:
- Prinz Carol I (1914–1920)

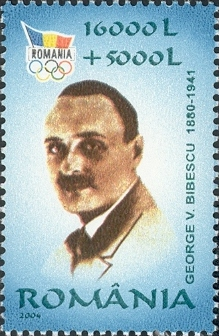
Briefmarke von George-Valentin Bibescu mit dem Logo des Komitees

- George-Valentin Bibescu (1920–1923)
- Prinz Carol I (1923–1930)
- König Carol II (1930–1940)
- Ion Gheorghe Maurer (1947–1951)
- Mihail Macavei (1951–1953)
- Alexandru Șiperco (1953–1959)
- Manole Bodnăraș (1959–1960)
- Aurel Duma (1960–1966)
- Anghel Alexe (1966–1974)
- Marin Dragnea (1974–1984)
- Haralambie Alexa (1984–1987)
- Gheorghe Gomoiu (1987–1989)
- Constantin Oprița (1989)
- Lia Manoliu (1990–1998)
- Ion Țiriac (1998–2004)
- Octavian Morariu (2004–2014)
- Alin Petrache (2014–2016)
- Mihai Covaliu (seit 2016)